# 5W2H
5W2H is een methode die wordt gebruikt voor tekstanalyse. 5W2H bestaat uit vijf vragen beginnend met de letter W en twee met de letter H. De vragen zijn: Wie, Wat, Waar, Wanneer, Waarom, Hoe en Hoeveel. Deze vragen worden gebruikt om de achterliggende oorzaken van een probleem te achterhalen.
5W2H wordt bijvoorbeeld toegepast bij de ontwerpmethodologie Delft Design, voor het analyseren van de probleemstelling. Ook wordt het gebruikt binnen de journalistiek en bij onderzoek, voor het inzichtelijk maken van situaties en onderwerpen.

## Geschiedenis
5W2H is een uitbreiding van de klassieke vijf W's. De vijf W's worden ook wel aangeduid als topische vragen. Topische vragen is afgeleid van het woord topos (een type redenering). De Griekse stoïcijnse filosoof Hermagoras van Temnos wordt gecrediteerd als de bedenker van de uitdrukking:
Quis, quid, quando, ubi, cur, quem ad modum, quibus adminiculis (Wie, wat, wanneer, waar, waarom, op welke wijze, met welke middelen).
De eerste vijf woorden zijn de vijf W's en de laatste twee werden uiteindelijk de twee H vragen.

## Methode
De beschrijving van de vragen is als volgt:
- Wie: beschrijft de doelgroep die betrokken is bij het probleem. Het antwoord hierop is in de vorm van personen of groepen.
- Wat: maakt het probleem concreet door duidelijk te formuleren wat het effect van het probleem is en wat de wensen zijn van de oplossing. Deze vraag beschrijft de gerelateerde objecten, acties of processen.
- Waar: betreft de locatie of fysieke context. Denk hierbij aan de omgevingsomstandigheden (temperatuur, luchtvochtigheid, etc). Het antwoord op een plek, gebied, of werkplaats.
- Wanneer: gaat over tijd gerelateerde aspecten, zoals het tijdstip en de frequentie waarmee het probleem zich voordoet. Verwachte antwoorden zijn een datum, tijd, doorlooptijd, frequentie of deadline.
- Waarom: tracht de achterliggende problemen te onderzoeken om zo de oorzaak te kunnen bepalen. Door steeds opnieuw de waarom vraag te stellen wordt op een steeds gedetailleerder niveau gekeken naar het probleem. Mogelijke antwoorden worden gegeven met de relatie tussen de oorzaak en het gevolg.
- Hoe: heeft betrekking tot de methode waarop het probleem opgelost kan worden. Inventariseer alvast de mogelijke oplossingsrichtingen. Kijk naar bestaande of eerder geprobeerde oplossingen. Wellicht is het mogelijk om hier inspiratie uit op te doen. Voorbeelden van mogelijke antwoorden zijn uitrusting, procedures of aanpassingen.
- Hoeveel: kwantificeert het probleem, maar ook de oplossing. Denk aan hoe vaak het zich voor doet en hoeveel mensen behoefte hebben aan een oplossing. Een ander voorbeeld zijn kosten; wat is het mogelijke budget.

## Alternatief
Een alternatieve vorm van 5W2H is de is-is not matrix (Nederlands: is-is niet matrix). Bij deze vorm wordt per vraag beschreven wat onder het antwoord valt en wat juist niet. Het principe van deze vorm zorgt ervoor dat het makkelijker is om de grenzen van elk antwoord te bepalen.
| Vraag   | Is | Is niet |
| ------- | -- | ------- |
| Wie     |    |         |
| Wat     |    |         |
| Waar    |    |         |
| Wanneer |    |         |
| Waarom  |    |         |
| Hoe     |    |         |
| Hoeveel |    |         |